# Rebeca Prado
Rebeca Prado é uma ilustradora e quadrinista brasileira. Formada em Artes Visuais pela UFMG, em que também se especializou em Cinema de Animação, trabalha com ilustração para os mercados editorial e publicitário, é roteirista na Mauricio de Sousa Produções e professora na Casa dos Quadrinhos em Belo Horizonte.

## Carreira
Começou a produzir HQs curtas e tirinhas em 2009. Sua primeira publicação impressa, em 2013, foi o fanzine A raposa e as uvas. Em 2014, publicou a primeira edição do quadrinho independente Baleia, que ganhou duas continuações em 2010 e 2016 (esta última, através de financiamento coletivo na plataforma Catarse). Em 2017, ainda participou do livro Realezas Urbanas, ao lado dos quadrinistas Tanan Rocha, Bianca Nazari e Barbara Morais.
Prado também é autora das tiras Navio Dragão, sobre uma menina viking mal-humorada chamada Lif que sonha em ser guerreira. A personagem ganhou, em 2015, uma coletânea impressa financiada através do Catarse, cujo valor alcançado superou mais que o dobro da meta, permitindo também a publicação de uma HQ solo protagonizada pelo cãozinho Carne, mascote de Lif.
Em 2018, publicou o fanzine Credo (que delícia), com o qual, no ano seguinte, ganhou o Prêmio Angelo Agostini de "melhor fanzine".